# マッピー
『マッピー』（MAPPY）は、1981年にマイクロマウス大会のために開発されたロボット、および1983年5月25日にナムコ（現・バンダイナムコエンターテインメント）よりリリースされたアーケードゲーム。
本項目では、コンピューターゲームを中心に記述する。
このゲームは1984年11月14日に発売されたファミリーコンピュータ版をはじめとして、さまざまな機種に移植されている（詳細は#移植版を参照）。アーケード版はアメリカでは、当時のほかのナムコのゲームと同じくミッドウェイ社（後のミッドウェイゲームズ）がライセンス生産および販売していた。
ロボットのマッピーは、1980年にマイクロキャット大会のデモンストレーション用に作られたロボットである『ニャームコ』とともに、本作のキャラクターとして登場する。こちらは#ロボットのマッピーとニャームコで後述する。

## 概要
主人公であるネズミの警察官・マッピーを操り、トランポリンやパワードアを上手く使って泥棒猫・ニャームコとその手下の猫・ミューキーズを避けながら、ステージに点在する盗品の数々を取り返していく、アイテム回収型アクションゲーム。広告のキャッチコピーは『痛快!! 追いかけっこゲーム』。
ゲームデザイナーは佐藤英治。ゲーム内で使われている音楽は大野木宜幸によるもので、すぎやまこういちは「ゲームセンターで初めて気に入った音楽が『マッピー』だった」と語っている。
本作は企画の立ち上げから、2年近い開発期間を経て発売に至った。開発コードは「V-14」。

## ゲーム内容

### システム
マッピーを2方向レバーで左右に動かし、ボタンでマッピーの向いている先にあるドア（距離があってもかまわない）を開閉する。
舞台はニャームコ達のアジトである洋館「ニャームコ屋敷」である。画面は建物を真横から見た形で、6階建てになっている（移植版は4〜5階建てのものもある）。2ブロック目以降（ラウンド4以降）は屋根裏へ行けるようになり、階数+1フロア分を移動できる。屋根裏は屋根の奥にキャラクターが描画されるため見通しが悪くなっている。キャラクターは床の上を左右に移動できるが、上下の階へ移動する際は床の切れ目にあるトランポリンを使用する。全ての盗品を回収するとラウンドクリアになる。
ラウンド開始後、一定時間が経過すると "HURRY" の文字が画面を横切り、音楽のテンポが上がると同時にミューキーズが2匹追加され、ネコ達の動きも早くなる。さらに一定時間経過するとご先祖様が登場する。ラウンドが進むごとにネコが増えて移動速度が速くなり、最終的にはマッピーの倍以上にまで達するうえに、"HURRY" までの時間も早くなる。
トランポリン
ニャームコ屋敷の階を昇降するときに使う。レバーを操作しないと単純に昇降し続ける。トランポリンで上昇中にレバーを左右に倒すと行きたい階へ着地することができるが、下降中は着地できない。
マッピーが同じトランポリンを跳び続けるごとに、トランポリンの色が緑→青→黄→赤と変化し、赤になっている状態で再度トランポリンに着地するとトランポリンは破れてしまう。一度フロアに着地することで、緑に戻る。壁やフロア端に閉じたドアがある階に向かってレバーを倒すと、壁・ドアにぶつかってトランポリンに戻される。この時はフロアに着地した扱いにならず、緑に戻らない。
トランポリンはミューキーズやニャームコも使用するが、状態の変化は起こらない。昇降中はご先祖様以外のキャラクターに触れてもミスにならず、フロア端では、すれ違うことも可能である。トランポリンでのジャンプ1回につき10ポイント。
通常のドア
通路上に設置されたドアは、左右どちらかにノブがあり、ノブのある方向に開閉する。ドアの開閉時にキャラクターが重なった場合、ドアの開閉した方向に対してキャラクターが押し出される。
マッピーはドアに接触する必要なく、同一フロアの進行方向一番手前にあるドアを遠くから開けることができる。マッピー自身をドアの開閉に巻き込むことで、マッピーを弾き飛ばして加速移動することができる。また、ドアの開閉にネコ達を巻き込んだり、加速移動中のマッピーをネコ達にぶつける（体当たりする）ことによって、ネコ達を気絶させることが可能である。ネコ1匹を気絶させるごとに50ポイントが加算される。加速移動は攻撃にも使える反面、弾き飛ばされている間は制御や盗品の回収ができない。また、着地直後にネコ達と接触した場合はミスになる。
ネコ達は直接ドアに触れる形で開閉を行うが、ドアが手前に開く場合は自分が開けたドアに巻き込まれて気絶することがある。開ける事はあっても閉めることはない。
トランポリンでの昇降中にドアを開閉することはできない。フロア端のドアが閉じている時は、トランポリンからそのフロアに着地できない。
パワードア
通常のドアと色違いで厚みのあるドア（一部の移植版では厚みのみで区別）で、各ラウンドに4つある。マッピーとご先祖様のみ開けることができ、ご先祖様以外のネコはパワードアにぶつかると開けずにフロアを引き返す。パワードアは、一度使用すると通常のドアになり、ミスなどによってパワードアに戻ることはない。
パワードアを開けると開いた方向にマイクロウェーブが出る。マイクロウェーブは、進行方向にいるネコ達を捕まえて画面外に押し出す。マッピーとご先祖様には影響を与えない。得点は押し出したネコ達の数によって決まり、1匹ごとに200、400、800、1200、1600、2000、3000、4000、5000点となる。この中にニャームコが含まれる場合は更に2倍される。最大ではミューキーズ8匹とニャームコの計9匹で5,000×2=10,000点。ミューキーズ9匹とニャームコの計10匹を押し出した場合は6,000×2という表示が出るが、実際は1,000点しか入らない。
パワードアが横方向に2か所ある場合は、タイミング良くどちらも開けてニャームコを巻き込んだ場合、それらも2倍の対象となる。
ベル
3ブロック目のラウンド（ラウンド8～10）に進むと、ステージの左右端の天井にベルが付いている。マッピーが触れると落下し、ご先祖様以外の敵キャラクターにぶつけることで空中で気絶させることができる。1ラウンドにつき左右のベルそれぞれ1回ずつしか使用できず、ミスなどによって再出現することはない。
ベルで気絶させたネコ達は、ミューキーズ1匹につき300点、ニャームコは1,000点が入る。なお、ご先祖様はベルを通り抜ける。
落とし穴
4ブロック目のラウンド（ラウンド12～14）に進むと、床の一部に変色リレーしている場所がある。この床をマッピーが通過したり乗って折り返すと、一定時間穴が開く。穴の上をネコ達が通過すると落下して階下で気絶する。マッピー自身が穴に落ちるとミスになる。穴が開いてから一定時間経過すると普通の床に戻る。ミスなどにより使用可能に戻ることはない。
穴に落ちて気絶させたネコ達は、ミューキーズ1匹につき300点、ニャームコは1,000点が入る。なお、ご先祖様も落とし穴には落ちるが、得点は入らない。
ドア・ベル・落とし穴によって気絶したネコ達は、一時的に動かなくなり、時間経過で再び動くようになる。気絶したネコ達にマッピーが触れてもミスにならない。また、マイクロウェーブに巻き込まれて画面外に出されたネコ達は、中央上部から再出現する。

### ミス
ミスになる条件は以下の通り。ミスをする毎に残機を1つ失い、残機が全て無くなるとゲームオーバーになる。
- フロアを移動中に、気絶していないネコ達や盗品に隠れていないニャームコに触れる。
- ご先祖様に触れる。
- 床に着地せずに同じトランポリンを連続4回飛んで破り、落下した先に別のトランポリンがない。
- 落とし穴に落ちる。

ボーナスラウンドでは、トランポリンを破って画面外に落下しても残機は減らないが、その時点でボーナスラウンドが終了する。

### ターゲット
ニャームコたちが、いたずらして持ってきた品物（盗品）。屋敷内には、5種類のターゲットが2個ずつ、合計10個が散らばっている。
マッピーがターゲットに触れることで回収でき、種類に応じた得点を獲得する。盗品を1つ回収すると、次に何かのターゲットを回収するまで、同じ種類のもう片方が点滅する。点滅している盗品を回収するとその獲得得点が1回目は2倍に、さらに同じラウンド内で連続して点滅したターゲットを回収すると、倍率が1倍ずつ、最大6倍まで上昇する。点数の低い順番（ラジカセ→ラジカセ→テレビ→テレビ→マイコン→マイコン→モナリザ→モナリザ→金庫→金庫）で回収すると、合計8,500点になる。
ニャームコがターゲットに触れると、一定時間ターゲットの裏に隠れる。この状態のターゲットを回収した場合は、ミスにならず追加のボーナス点（+1,000点）が得られる。この1,000点を多く取るパターンの場合は、ターゲットの順番は適度に入れ替えたほうが良い場合もある。
- ラジカセ - 100点
- テレビ - 200点
- マイコン - 300点
- モナリザ - 400点
- 金庫 - 500点

### ボーナスラウンド
3ラウンド（ゲーム開始後は2ラウンド）クリアごとにボーナスラウンドがある。
床がなく、壁・天井・トランポリンだけで構成されたステージで、赤い風船15個とニャームコ入りの大風船1個が配置されており、音楽が鳴っている間にすべての風船を割ることが目的になる。途中でトランポリンを破って画面外に落ちたり、音楽が終了したり、ニャームコ入りの大風船を割るとラウンド終了となり、結果が表示される。ボーナスラウンドでミスをしてもマッピーの数は減らない。
赤い風船は1個200点、ニャームコ入りの大風船は1個2,000点、パーフェクトの場合は5,000点のボーナスが加わり、最高で10,000点となっている。
ボーナスラウンドの風船配置は4パターンで、風船の回収順序を覚えてしまえばパーフェクトを取ることは容易である。ただし3パターン目と4パターン目は、マッピー自身ですべての風船を時間内に割ることはできなくなっており、3パターン目では大風船直上の2つのうちの上側の風船、4パターン目では大風船の右上の風船を、大風船を割って飛び出すニャームコに割らせる必要がある。

### 特徴
全256面。ROUND 1からROUND 16までが1周で、ROUND 17ではROUND 1と同じ屋敷に戻るが、ミューキーズたちの数が増えて追いかけるスピードが速くなり、"HURRY" までの制限時間も短くなることで、難易度が上昇する。2周目のROUND 32をクリアするとさらに難易度が上がった3周目となる。4周目以降はこの3周目の難易度が続き、ROUND 255の次ROUND は0に到達する。ROUND 255はボーナスステージのためラウンド表示なし。最後のROUND 0をクリアするとゲームスタート時の「NOW ON TO THE STORY」のデモが再び始まり、ROUND 1に戻る。ゲームの難易度は3周目を上限にして以降ループすることから時間制限がない条件では、得点効率の高い危険なパターンを使うより、安全パターンでミスせず面クリアしていくほうが高いスコアを記録しやすい。
難易度設定は全8段階あるが、PS2の移植版は2段階目と8段階目が重複しているため、実質7段階のみ。ゲームスタート時に表示されるマッピーがネコたちを追いかける「NOW ON TO THE STORY」のデモでは、ネコの走行スピードに難易度の設定が反映されているため、この時点でおおよその難易度設定を判別できる。
『マイコンBASICマガジン』誌でハイスコアを集計していたコーナー「チャレンジ!ハイスコア」では、7万エブリ設定で2,000万点のスコアが確認されている。また、ノーエブリの標準設定で1000万点を超えたプレイヤーも複数存在する。
半永久パターン技
ROUND 28以降、落とし穴のある面で使える、永久パターンに準じたテクニックが存在し、そのスキを狙って宝物をすべて取れば、容易に面クリアしやすくなる。ただし途中で突然追いかけて来ることもあり、完全な永久パターンとは呼べない。
カウンターのバグ
エブリ7万設定でスコアが994万点に達すると、得点が入る度に残機が1ずつ増殖する（「無限増え」と呼ばれ、ゼビウスなど、同時期のほかのナムコのゲームにも存在する）。スコアが1000万点に達するとカウンターの数字が0に戻るため、このバグも収まる。
ただし、この現象はエクステンドがエブリ設定の時だけで、標準設定（2万・7万のみ）やエクステンド無効設定の時には発動しないことが確認されている。なお、スコアを994万点にするには、12時間程度の長時間プレイが必要となる。
処理落ち
同時に表示されるキャラクターが増えてくると頻繁に処理落ちが起こり、急激に動作が遅くなるような症状が多発する。

## 登場キャラクター
マッピー
主人公。正義感に燃えるフレッシュポリス。若いネズミの警察官で、ニャームコ達に盗まれた品物を取り返すことを目的とする。後述のとおり、マイクロマウス大会のロボットに由来するキャラクター。
なお、続編である『マッピーランド』では「マピ子」という女性と出会い、愛を育み結ばれ2匹の子供を授かる。さらにその続編である『マッピーキッズ』ではその2匹の子供が成長して登場する。
ニャームコ
ミューキーズの親。赤い色をしている少し太目のネコ。恐そうだが、ほんとうは臆病者。こちらもマイクロキャット大会のロボットに由来するキャラクターであるが、ロボットの方はロボット然としたデザインになっているため、印象は異なる。
洋館内を蛇行移動している。移動速度はミューキーズより少し速いが、マッピーを追いかけずに一定の行動パターンで動くため、敵キャラクターとしてはミューキーズより与しやすい。通り道に盗品があるとその後ろに隠れ、その品物を取ると1,000点が加算され、ニャームコは「1000」と書かれた看板を掲げた状態で一定時間動かなくなる。その状態でマッピーが触れてもミスにならないが、パワードアによるマイクロウェーブの効果は有効である。
ミューキーズ
ニャームコの子どもたちの総称。ピンク色をしているネコ。むじゃきで、いたずら好き。そのうちの1匹だけはマッピーを追って階着地直後、また飛び直してくる。
廊下の端の閉まったドアの存在やパワードアなど、自力でドアを開けてマッピーと同じ階の同じ場所まで到達できないとき、それを学習して2度目は上下の階から迂回してくる。ただし引き返してトランポリンで跳んでいるときに障害物のドアを開けると、また同じ階に来るケースもある。
開発中には「ニャンタ」と仮名されていた時期があり、実際に『NYANTA』と表示されるバージョンが存在するとも言われている。
続編の『マッピーキッズ』では、ミューキーズのうちの3匹に個別設定が付与された。
ご先祖様
ニャームコたちのご先祖様。永久パターン防止キャラクター。見た目はネコの顔が刻印されたコインだが墓石とする作品もある。他のキャラクターと異なり、トランポリンで昇降中でもマッピーが触れるとミスになる。ただし、当該面で最後の盗品を回収したときには捕まってもミスにはならない（面クリア判定がミス判定に優先するため）。
ドアにはじかれて停止することがなく、進行方向とは逆に開くドアでも停止せずに開けて通過する。敵キャラで唯一パワードアを開けることができ、ご先祖様が開けたパワードアから出た衝撃波でネコが画面外に出されても得点は入る。中央上部から登場して走り出すまでの停止時にはマッピーが触れてもミスにならない、落とし穴に落として下で停止している時もミスにならない。
バグにより出てこないことがある。また、マッピーが5・6階・天井裏にいる時は1階を行ったり来たりしているが、近付くと階の途中で折り返して来たり、マッピーが4階に下がると上昇して追ってくる。加えて、マッピーを追っている中、空中上昇で天井に当たり同じ位置で下降したのをきっかけにして同じトランポリンで延々と跳ね続けるだけでマッピーを追わなくなることがあり、永久パターン防止キャラとして機能しなくなることがある。

## 移植版
- この節では発売当時の社名で記載する（一部の長い社名のみ、略記する場合あり）。
- ファミリーコンピュータ版を基にした移植は備考欄に記載する（記載の無い場合はアーケード版の移植）。
- ニャームコ屋敷の階数を減らすアレンジが施されている場合、備考欄に記載する（記載の無い場合、アーケード準拠では6階建て、ファミコン準拠では5階建て）。

### 一覧
| No. | タイトル                                                                                           | 発売日 | 対応機種                                                          | 開発元                | 発売元                          | メディア                                                  | 型式 | 売上本数 | 備考                                                       |
| --- | -------------------------------------------------------------------------------------------------- | --- | ----------------------------------------------------------------- | --------------------- | ------------------------------- | --------------------------------------------------------- | --- | -------- | ---------------------------------------------------------- |
| 1   | マッピー                                                                                           | 1984年1月18日 1984年6月19日 | MSX                                                               | ナムコ                | ナムコ Bug-Byte                 | ロムカセット                                              | DP-3701 | -        | 4階建て ボーナスラウンド無し                               |
| 2   | マッピー                                                                                           | 1984年1月 | X1                                                                | マイコンソフト        | 電波新聞社                      | カセットテープ                                            | DP-3293 | -        | 5階建て 1986年に『NEW VERSION』発売                        |
| 3   | マッピー                                                                                           | 1984年2月頃 | M5                                                                | ナムコ                | タカラ                          | ロムカセット                                              | GRC-19 | -        | 4階建て ボーナスラウンド無し                               |
| 4   | マッピー                                                                                           | 1984年 ・4月頃:MZ7 ・8月頃:MZ15 | MZ-700/1200/80K/C MZ-1500                                         | マイコンソフト        | 電波新聞社                      | カセットテープ (MZ7) クイックディスク (MZ15)              | DP-3201165 (MZ7) DP-3201202 (MZ15)                                                                              | -        | 5階建て ボーナスラウンド無し MZ7:PCG対応                   |
| 5   | マッピー                                                                                           | 1984年11月14日 | ファミリーコンピュータ                                            | ナムコ開発一課        | ナムコ                          | 192キロビットロムカセット                                 | NMP-4500 | -        | 5階建て                                                    |
| 6   | マッピー                                                                                           | 1986年4月頃 | PC-8001mkIISR FM-7 MZ-2500                                        | マイコンソフト        | 電波新聞社                      | カセットテープ (FM7,PC80SR) フロッピーディスク (FM7,MZ25) | DP-3301183 (FM7 CT版)                                                                                           | -        | 5階建て                                                    |
| 7   | マッピー                                                                                           | 1986年7月10日 | スーパーカセットビジョン                                          | ナムコ                | エポック社                      | ロムカセット                                              | 09340 | -        | 5階建て                                                    |
| 8   | マッピー NEW VERSION                                                                               | 1986年8月頃 | X1                                                                | マイコンソフト        | 電波新聞社                      | カセットテープ フロッピーディスク                         | DP-3203162 (CT版) DP-3203221 (FD版)                                                                             | -        | 5階建て                                                    |
| 9   | マッピー                                                                                           | 1986年10月頃 | PC-6001mkII PC-8801mkIISR                                         | マイコンソフト        | 電波新聞社                      | カセットテープ フロッピーディスク                         | DP-3103154 (PC60II CT版) DP-3101111 (PC88SR FD版)                                                               | -        | PC60II:4階建て PC88SR:5階建て                              |
| 10  | マッピー                                                                                           | 1991年5月24日 | ゲームギア                                                        | ナムコ                | ナムコ                          | 1メガビットロムカセット                                   | T-14027 | -        | 5階建て 追加モード「御先祖様の挑戦」「対戦MAPPY」収録      |
| 11  | ナムコミュージアム Vol.2                                                                           | 1996年2月9日 (通常版,限定版) 1996年9月30日 1996年11月10日 1999年10月28日 (廉価版)                                                                   | PlayStation                                                       | トーセ                | ナムコ                          | CD-ROM                                                    | SLPS-00210(通常版) SLPS-00209(限定版) SLUS-00216 SCES-00267 SLPS-91159 (廉価版)                                 | -        | 縦置きモニター表示対応                                     |
| 12  | ナムコギャラリー Vol.1                                                                             | 1996年7月21日 | ゲームボーイ                                                      | ナムコ                | ナムコ                          | 4メガビットロムカセット                                   | DMG-ANGJ | -        | 5階建て(縦スクロールあり) スーパーゲームボーイ対応         |
| 13  | ナムコヒストリー Vol.1                                                                             | 1997年4月25日 | Windows (95)                                                      | ナムコ                | ナムコ                          | CD-ROM                                                    | NMC-2009 | -        |                                                            |
| 14  | Microsoft Revenge of Arcade                                                                        | 1998年7月31日 | Windows (98)                                                      | ナムコ                | マイクロソフト ナムコ           | CD-ROM                                                    | - | -        |                                                            |
| 15  | スーパー1500 マッピー                                                                              | 1999年4月16日 | Windows (98)                                                      | ナムコ                | メディアカイト                  | CD-ROM                                                    | - | -        |                                                            |
| 16  | マッピー                                                                                           | 2001年 | iアプリ                                                           | インプラス            | ナムコ                          | ダウンロード （ナムコ・ゲームス）                         | - | -        |                                                            |
| 17  | ファミコンミニ08 マッピー                                                                          | 2004年2月14日 | ゲームボーイアドバンス                                            | ナムコ                | 任天堂                          | ロムカセット                                              | AGB-FMPJ-JPN | -        | ファミリーコンピュータ版の移植                             |
| 18  | Namco Museum Battle Collection ナムコミュージアム Vol.2                                            | 2005年8月23日 2005年12月9日 2006年6月8日 | PlayStation Portable                                              | ゴッチテクノロジー    | ナムコ                          | UMD                                                       | ULUS-10035 UCES-00116 ULJS-00047                                                                                | -        | 画面モード7種                                              |
| 19  | MAPPY                                                                                              | 2005年6月13日 | Windows Mobile                                                    | ナムコ                | ナムコ                          | ダウンロード                                              | - | -        |                                                            |
| 20  | Namco Museum - 50th Anniversary ナムコミュージアム アーケードHITS! Namco Museum - 50th Anniversary | 2005年8月30日 (PS2,XB,GC) 2005年10月25日 (WIN) 2006年1月26日 (PS2) 2006年3月27日 (WIN) 2006年3月31日 (PS2,XB) 2006年5月19日 (WIN) 2006年6月9日 (GC) | PlayStation 2 ニンテンドー ゲームキューブ Xbox Windows (XP)       | Digital Eclipse       | ナムコ エレクトロニック・アーツ | DVD-ROM (PS2,XB) 8センチ光ディスク (GC) CD-ROM (WIN)      | SLUS-21164 (PS2) SLUS-20273GH (PS2廉価版) DOL-G5NE-USA (GC) SLPS-25590 (PS2) SLES-53957 (PS2) DOL-G5NE-EUR (GC) | -        | 難易度設定にイージーがない。                               |
| 21  | Mappy                                                                                              | 2006年11月2日 | Palm OS                                                           | ナムコ                | ナムコモバイル                  | ダウンロード                                              | - | -        |                                                            |
| 22  | ナムコミュージアムDS                                                                               | 2007年9月18日 2007年10月11日 2008年2月29日 | ニンテンドーDS                                                    | エムツー              | バンナム                        | DSカード                                                  | NTR-YNME-USA NTR-YNMJ-JPN NTR-YNMP-EUR                                                                          | -        | 画面モード4種                                              |
| 23  | Namco Museum Remix みんなで遊ぼう!ナムコカーニバル Namco Museum Remix                              | 2007年10月23日 2007年12月6日 2008年4月18日 | Wii                                                               | バンナム              | バンナム                        | Wii用12cm光ディスク                                       | RVL-RN2E-USA RVL-RNWJ-JPN RVL-RN2P                                                                              | -        |                                                            |
| 24  | マッピー                                                                                           | 2008年1月29日 | Wii                                                               | バンナム              | バンナム                        | ダウンロード （バーチャルコンソール）                     | FDEJ | -        | ファミリーコンピュータ版の移植 2019年1月31日配信・発売終了 |
| 25  | マッピーWIDE版                                                                                     | 2008年3月5日 | iアプリ                                                           | インプラス            | バンナム                        | ダウンロード （ナムコ・ゲームス）                         | - | -        |                                                            |
| 26  | ナムコミュージアム バーチャルアーケード                                                            | 2008年11月4日 2009年5月15日 2009年11月5日 | Xbox 360                                                          | バンナム              | バンナム                        | DVD-ROM                                                   | 21022 2RD-00001                                                                                                 | -        |                                                            |
| 27  | マッピー                                                                                           | 2009年3月25日 2009年4月14日 | Wii                                                               | バンナム              | バンナム                        | ダウンロード （バーチャルコンソールアーケード）           | - | -        | 2019年1月31日配信・発売終了                                |
| 28  | Namco Museum Megamix                                                                               | 2010年11月16日 | Wii                                                               | バンナム              | バンナム                        | Wii用12cm光ディスク                                       | RVL-SNME-USA | -        | 「Namco Museum Remix」の増補版                             |
| 29  | マッピー                                                                                           | INT 2011年3月3日 | iPhone (iOS)                                                      | バンナム              | バンナム                        | ダウンロード                                              | - | -        |                                                            |
| 30  | マッピー                                                                                           | 2013年5月15日 | Wii U                                                             | バンナム              | バンナム                        | ダウンロード （バーチャルコンソール）                     | FA2J | -        | ファミリーコンピュータ版の移植                             |
| 31  | マッピー                                                                                           | 2013年8月28日 | ニンテンドー3DS                                                   | バンナム              | バンナム                        | ダウンロード （バーチャルコンソール）                     | TDJJ | -        | ファミリーコンピュータ版の移植                             |
| 32  | NAMCO MUSEUM ARCHIVES Vol.1                                                                        | INT 2020年6月18日 | Nintendo Switch（日本国外） PlayStation 4 Xbox One Windows(Steam) | B.B.スタジオ M2       | バンナム                        | ダウンロード                                              | | -        | ファミリーコンピュータ版の移植                             |
| 33  | マッピー (ナムコットコレクション版)                                                                | 2020年8月20日 | Nintendo Switch                                                   | B.B.スタジオ エムツー | バンナム                        | ダウンロード                                              | - | -        | ファミリーコンピュータ版の移植 DLC第2弾10タイトル中の1本   |
| 34  | マッピー                                                                                           | 2021年10月21日 | PlayStation 4 Nintendo Switch                                     | ナムコ                | ハムスター                      | ダウンロード (アーケードアーカイブス)                     | CUSA-29636 CUSA-29637 CUSA-29638                                                                                | -        |                                                            |

### 8ビットパソコン用
1984〜86年にかけて開発・販売された。当時の移植作品（コンシューマ版含む）は、画面の向きの違いと画面解像度的制約から、ニャームコ屋敷が5階建て（一部機種は4階建て）にアレンジされている。また、キャラクター動作や内部処理等も異なる為、機種毎に独自の攻略パターンを構築する必要があった。
MSX版
ナムコがMSXで展開した「ナムコットゲームセンターシリーズ」のNo.02。ニャームコ屋敷は4階に縮小され、スタートデモやターゲットのモナリザ、ボーナスラウンド等、多くの要素が省略されている。
X1版
マイコンソフトによる最初のマッピー。プログラム担当は内田一弘。後に発売される「NEW VERSION」と比較するとキャラクターの動きは粗いが、ファミコン版に先んじてボーナスラウンドを実装している。月刊マイコン1984年6月号に、ボーナスラウンド等一部内容を省いた縮小版のプログラムリストが掲載された（実行にはハドソン製mini HuBASICコンパイラが必要）。
MZ-700/1200/80K/C版
ハードウェアにグラフィック機能が存在しないことから、登場キャラクターや盗品、ギミックや地形などすべてが記号文字やカタカナで表現されていた。見た目は非常に苦しいが、基本的な動きは再現できていたことから「マッピーとして遊べる」と判断されて、発売が決定した。カセットテープのB面にはHAL研究所のプログラマブル・キャラクタ・ジェネレータ PCG-8000に対応したバージョンを収録している。
MZ-1500版
MZ-700+PCG版をリファインしたものであり、ハードウェア性能を生かしたものとは言い難い仕上がりになっている。BGMもMZ-700と同じくBEEPによる単音の演奏である。
PC-8001mkIISR版
フルカラー2画面合成とFM音源が特徴で、見ためが本物に近いがタイトルが簡略化されている。
FM-7版
屋敷が単色表示で、キャラクターの動きはやや粗い。プログラム担当は紅林俊彦。
MZ-2500版
マイコンソフトによる移植作品では、キャラの動きやスクロール等のクオリティが最も高く、ゲームスタート時のデモも省略なしで再現されている。コンシューマー版を含め、移植作品で初めてネームエントリーを実装した。
X1版（NEW VERSION）
グラフィック・キャラクタの動作アルゴリズム・サウンド等を、よりオリジナルに近付けたグレードアップ版。プログラム担当は藤岡忠。本作とMZ-2500版は、ベースコードが同じであるが、ソフトウェアスプライトの処理は異なるため、見た目は同一ではない。

### 据置型ゲーム機用
ファミリーコンピュータ版
同時期の移植では、キャラクターの動作やスクロールのスムーズさで群を抜いていた。容量的な都合から省略された要素も多く、スタートデモやネームエントリー、階着地直後に飛び直してくるミューキーズ等はカットされている。また、マッピーがドアダッシュ中およびご先祖様が床に着地する瞬間のみ、すり抜けることができる。アーケード版の工場出荷設定時のプレイヤーエクステンドは20000点と70000点のみであったが、ファミコン版のプレイヤーエクステンドでは、初回20000点で、以後は70000点エブリに変更された。
PlayStation版（ナムコミュージアム Vol.2）
家庭用ハードで初めて6階建てのニャームコ屋敷を実現した。マッピーが5階以上にいてもご先祖様が上昇して追ってくる、"HURRY" までの時間が違う等、細かな相違点がある。

### 携帯型ゲーム機用
ゲームギア版
原作準拠（屋敷は5階建て）の「マッピー」モードの他に、1人用のやり込みモードとして、新仕様を追加した「御先祖様の挑戦」と、対戦ケーブルを使用した通信対戦モード「対戦マッピー」が用意されていた。
「御先祖様の挑戦」は、悪の根源であるニャームコ達の御先祖様を倒す為に過去へタイムスリップしていくという設定。広大で迷路性の高いオリジナルマップが用意され、画面は上下左右にスクロールする。ボーナスラウンドをクリアする度に時代と場所が変化し、ターゲットも舞台に即したものになる。1周16面。
「対戦マッピー」は、それぞれのプレイヤーが独立したフィールドでプレイし、先に全ての盗品を回収するか、相手がミスをすると勝ちとなる。パワードアを使って追い出した敵キャラは、相手方のフィールドへ送り込むことができる。
ゲームボーイ版（ナムコギャラリー Vol.1）
ナムコギャラリーの為に作られたもので、単品パッケージ版は無い。5階建てのニャームコ屋敷や飛び直ししないミューキーズ等ファミコン版に近い内容だが、画面解像度の関係から描画範囲は狭く、縦方向にもスクロールする。また、モノクロ液晶表示の為、トランポリンの耐久力を厚みを減らす事で表現している。

### Windows版
1997年発売の『ナムコヒストリー』に収録。また、1999年4月にはメディアカイトから単品販売されている。
2005年に発売されたカバヤの食玩「ゲーム伝説」シリーズの『マッピー』は、序盤数面だけのラウンド限定システムだったため、得点効率を高めたパターンが必要になる。

### iOS（iPhone / iPod touch）版
画面外にいるネコ達のy軸位置がアイコンでわかるナビゲート機能が追加されている。また、落とし穴ステージをベースとした90秒のタイムアタックである「スクランブルモード」が新たに収録された。パワードア、落とし穴、アイテム（新アイテムで、対には用意されておらず1個だけ）はしばらく経つと復活する。

## アレンジソング
- ちょっとマッピー男の子[34]
  - 歌：ツベルクリン
  - 作詞：弓達公雄
  - 作曲：大野木宜幸
  - 編曲：米光亮

- マッピー音頭
  - 歌：渡邊良子
  - 作詞：中館賢
  - 作曲：大野木宜幸
  - 編曲：みすみゆり

## スタッフ
アーケード版
- 企画：佐藤英治
- ハードウェア：佐藤茂（基板設計）、小川徹
- プログラム：大野木宜幸、黒須一雄
- サウンド：大野木宜幸
- 美術：小野浩（ドットデザイン）

ファミリーコンピュータ版
- 音楽、アレンジ、プログラム：大野木宜幸
- 音楽プログラマー：大森田不可止

X1版
- プログラム：内田一弘（Harvest ビデオゲーム研究班）

MZ-700/1200/80K/C版、MZ-1500版
- プログラム：中村雅実（迎霧狼慢）

FM-7版
- プログラム：紅林俊彦（電波新聞社）

X1版（NEW VERSION）
- プログラム：藤岡忠（電波新聞社）

## 評価
アーケード版
1997年にそれまで発売されていたアーケードゲーム全てを対象に行われた『ゲーメスト』読者の人気投票によるムック『ザ・ベストゲーム2』では、「ルート的には、ドットイートゲームの延長線上と言える。だが、素晴らしいキャラクター造形と、新味を加えたさまざまなアイデアによって、完成度の高いゲームになっている」、「（トランポリンに関して）このアイデアが、他のゲームでは為し得ない、スリル満点の逃亡劇を演出している。また、敵をパワードアやベル、落とし穴などでまとめて倒し、高得点を狙えるフィーチャーもあったことが、ゲームにより深みを与えている」、「キャラクター面では、ハードの限界を補う、ドット職人の技術が光る。色数が使えず、小さくしかできないキャラクターをマッピーに見せるテクニックは芸術的」と紹介されている。
ゲームギア版
ファミコン通信クロスレビューでは5、7、7、4の23点。レビュアーは御先祖様の挑戦モードや対戦モードといった新要素が良く、目新しさはないため物足りない人もいるかもしれないが携帯機としては十分、一方でオリジナルやFC版とは感覚が大きく違い、壁に当たって跳ね返ったり床を飛び乗る感覚にかなり戸惑った、スクロールでガタつく、拡張マップは無駄に広いとした。

## シリーズ作品
- ホッピングマッピー （1986年/アーケードゲーム）
- マッピーランド （1986年11月26日/ファミリーコンピュータ）
- マッピーキッズ （1989年12月22日/ファミリーコンピュータ）
- マッピー・アレンジメント （1995年/アーケードゲーム） ※『ナムコクラシックコレクション Vol.1』内
- テクテクマッピー （2003年/携帯電話アプリ版）
- マッピーDEパズル （2003年/携帯電話アプリ版）
- マッピー ニャームコ団の逆襲 （2006年3月31日/Let's!TVプレイCLASSIC）※『ナムコノスタルジア1』内
- マッピーワールド （2011年9月/携帯電話アプリ版）
- マッピー 対決!ネオニャームコ団   (2016年3月25日/iOS&Android) カタログIPオープン化プロジェクト
- タッチ・ザ・マッピー 復活のニャームコ団 （2016年6月14日/iOS＆Android) カタログIPオープン化プロジェクト

## ロボットのマッピーとニャームコ
「ニャームコ」は、1980年に第1回マイクロキャット大会のデモンストレーション用に作られたロボット。身長65cm、重量は27kgで、入り口で、ヒゲ、尻尾、首を動かしてから迷路に挑戦する。袋小路に来ると首を左右に振り、目を白黒させて「ニャンダ? ドウシタンダニャ?」とつぶやくモーションが組み込まれている。小沢純子が入社の動機としてあげているのはこの「ニャームコ」である。
「マッピー」は1981年に開かれた第2回全日本マイクロマウス大会（財団法人ニューテクノロジー振興財団主催）にナムコから参加したロボットである。ニャームコの進化モデルとしてマイクロキャット大会よりも条件が厳しいマイクロマウス大会のために開発され、小型化のため壁から3mmの位置にフォトセンサーが設置されている。車体部分は当時の一般的なマイクロマウスと同様のものだが、上半身はキャラクター然とした外観となっていた。当時2,000万円以上した高さ41cm、重量4.3Kgの精密ロボットである。後に設計が整理され、1983年に「マッピーキット」として78000円で発売されている。実際のデモンストレーションでは、ニャームコの描かれた風船がゴールとして設定され、それを尻尾に付いた針で割った後、サイレンを鳴らしながら最短コースで戻ってくるという動作が行われていた。
1983年に放映された科学教養アニメ『ミームいろいろ夢の旅』では、第35回の「ロボットを作ろう（全4回）-1-」にて、マイクロマウス用ロボットのマッピーが作中に登場した。
マッピーという名前は「マップ」に警察官を指す隠語である「マッポ」に由来する。
また、新正工業から「それゆけ!MAPPY」が発売されており、商品はマッピー本体、迷路の壁とそれを固定する土台、ゴールとなるニャームコの看板で構成されている。こちらは左の壁沿いに進み続けることで添付のニャームコの看板にたどり着く玩具である。
ニューテクノロジー振興財団の発起人はナムコ創業者の中村雅哉で、全日本マイクロマウス大会には2016年現在もバンダイナムコグループが特別協力している。
2006年に行われた「第27回全日本マイクロマウス大会」では、上記のニャームコとマッピーが動画と共に展示された。

## ShiftyLook企画

### Webアニメ
2013年より『MAPPY』のタイトルで配信されたWebアニメ。全編英語で公式サイトでは日本語字幕がつく。2014年9月30日にShiftyLook閉鎖により配信終了。
登場キャラクター
マッピー
元警官。警察をクビになりゴローの会社ニャムコに警備長として就職する。不名誉な形で警察をやめたことと敵であるゴローの下で働くことには不満を持っているが、職場で間食ばかりしているせいで太ってきた以外は警備の仕事には真面目に取り組んでいる。
ディグダグ
マッピーの相棒で現在はニャムコ職員。ドリルと穴掘りが大好き。本名ディグラス・D・ダグラス。部署はR&D（場所探知&穴掘り）。
ゴロー
かつては偉大な怪盗だったが現在はニャムコ・コーポレーションのCEO（社長）で、マッピー達のボス。よくマッピーに対しパワハラをしている。美術品盗難事件で裁判が自分に不利になると一転、自分の罪を認め進んで有罪となり、（マッピーへの最大の嫌がらせの意味も込め）大企業ニャムコを倒産させ社員1万人を解雇した。
スカイキッド
マッピーと同時期入社の同僚。ボケていることが多いが、会社のことは気に入っている。
コードネーム・アルバトロス
ゴローの新たな助手として雇われたが、実は産業スパイ（の訓練をしていた職員）。本名はラビッド・サンダー。本人は完璧な変装だと思っているが、全く合っていない変装用カツラに会話もボロが多い。
王子
ニャムコの用務員。いつもはカタマリを転がして掃除をしている。
リチャード & キース
金庫盗難事件の解決にきた2人の刑事。
ニンジャアサルト一族
秘宝を求め会社のいたるところに発生したニンジャ集団。音を立てることが苦手。
インディー・ボーグナイン
考古学者。ファーストネームだと著作権が絡むのでボーグナイン博士と呼ばれる。
たろすけ
ニンジャアサルトの呪いで幽霊だらけになったニャムコに現れた少年。除霊をしようとしたが実は幽体離脱が幽霊達に気持ち悪がられているだけだった。
ベラボーマン
アニメ版からのクロスオーバー出演。ただし声は異なる。マッピーと共に美術品盗難事件の犯人を追う。
ワルキューレ
Webコミック版からのクロスオーバー出演。美術品盗難事件のニャムコを裁いた裁判長。
各話リスト
| 話数   | サブタイトル                              | 英題                                 | 配信日         |
| ------ | ----------------------------------------- | ------------------------------------ | -------------- |
| 第1話  | 新入社員                                  | New Hire                             | 2013年7月23日  |
| 第2話  | 職員のダイエット作戦                      | Employee Fitness                     | 2013年7月29日  |
| 第3話  | 産業スパイ                                | Corporate Spy                        | 2013年8月5日   |
| 第4話  | ディグダグとマッピーは友達                | Dig Dug and Mappy Are Friends        | 2013年8月12日  |
| 第5話  | 春の大掃除                                | Spring Cleaning                      | 2013年8月19日  |
| 第6話  | タイムカードクライシス                    | Time Card Crisis                     | 2013年8月26日  |
| 第7話  | ニンジャアサルト                          | Ninja Assault                        | 2013年9月23日  |
| 第8話  | 地下の財宝                                | Buried Treasure                      | 2013年9月30日  |
| 第9話  | 妖怪道中記                                | Shadowland                           | 2013年10月14日 |
| 第10話 | 最悪なクリスマス：パート1"ベラボーマン"   | Merry Heistmas Part 1 - Bravoman     | 2013年12月20日 |
| 第11話 | 最悪なクリスマス：パート2"美術品のありか" | Merry Heistmas Part 2 - Museum Piece | 2013年12月27日 |
| 第12話 | 最悪なクリスマス：パート3"失敗"           | Merry Heistmas Part 3 - The Fall     | 2014年1月10日  |
| 第13話 | 最悪なクリスマス：パート4"最終話"         | Merry Heistmas Part 4 - The End      | 2014年1月20日  |